# 上海白俄

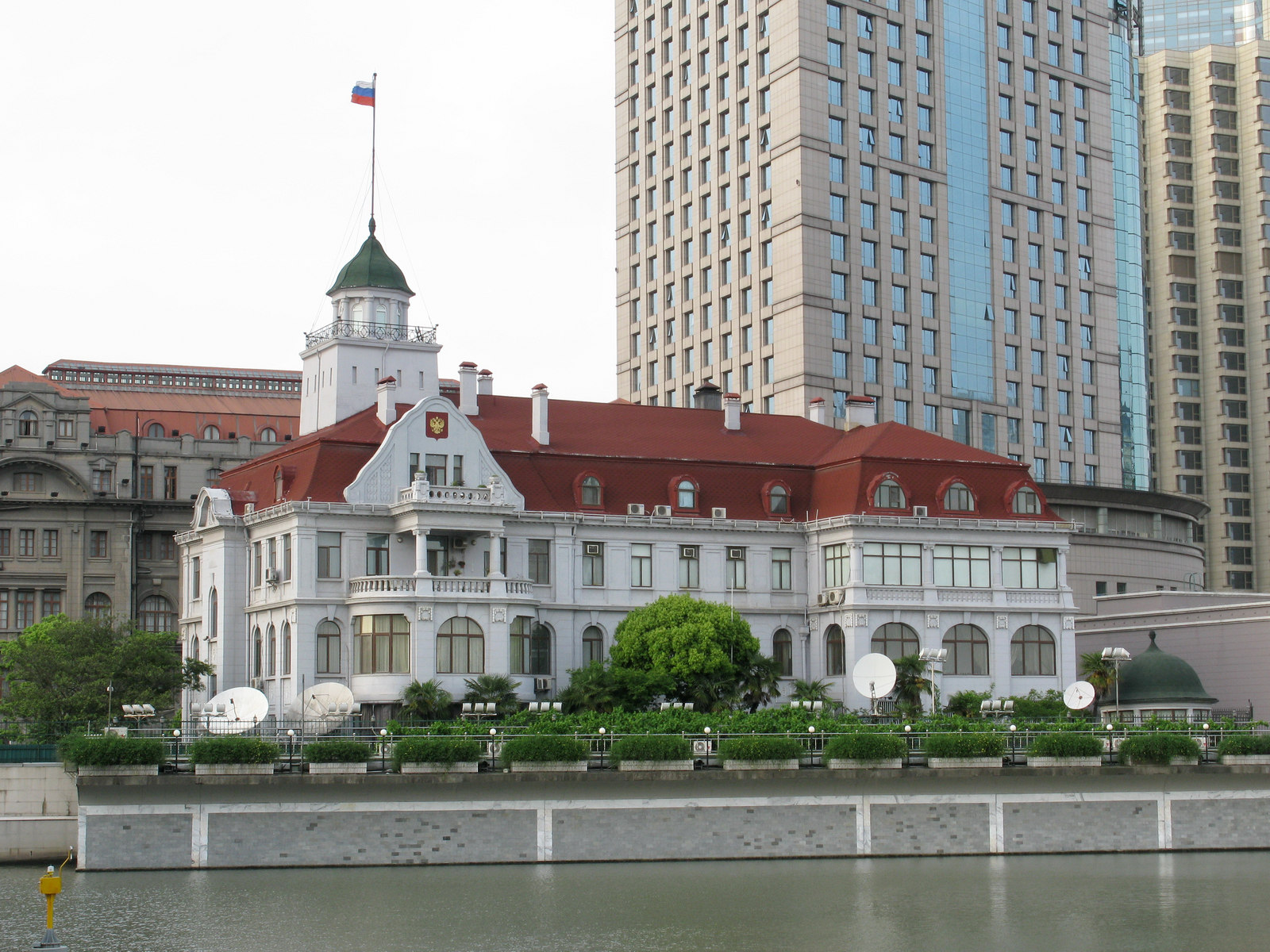
位于外白渡桥附近的俄国领事馆；今俄罗斯联邦驻上海总领事馆

上海白俄（俄语：Русский Шанхай）是指二十世纪上半叶集中居住于上海租界，特别是上海法租界中的俄罗斯裔居民。因早期漢譯之「俄羅斯」、「露西」又被譯為「羅宋」，因此滬地的流亡的白俄，不論貴族平民，一概被貶為「羅宋癟三」（lùsóŋ piɪ̄ʔsᴇ́）。

## 概論
俄罗斯人在上海形成自己的社区比其他侨民要晚得多。1890年代之前，俄羅斯帝國在上海的势力较小。甲午战争以前，俄国的对华贸易仅有砖茶一项较为重要，在长江中游的汉口开设了3大洋行，经营收购和压制砖茶的业务。然后经水路运往天津，再经过张家口、库伦运抵俄国。上海是俄国商人的必经之处，但是极少有俄国人定居此处。直到19世纪末，俄罗斯帝国政府发现日本准备觊觎辽东半岛，开始将经营重点转向满洲，因此中国与北方邻国之间的贸易额猛然剧增。海参崴与上海之间开通了定期轮船航线之后，俄国茶叶商人立刻开始定居在这个中国的商业首都。到1905年，大约有350名俄国侨民在上海公共租界定居。为了保护他们的利益，在1896年开设了俄国驻上海领事馆。今天，当年的古老建筑仍然为俄国驻上海领事馆所使用，是外滩地区一座规模较小的建筑物。1915年有402人，多数住在公共租界苏州河以北的提篮桥地段（又名汇山，Wayside），住在法租界的只有41人。他们在北河南路距离北火车站不远的地方建造了一座小型的东正教堂，称为主显堂，这座上海最早的东正教堂后来毁于1932年“一二八”战火。

## 歷史

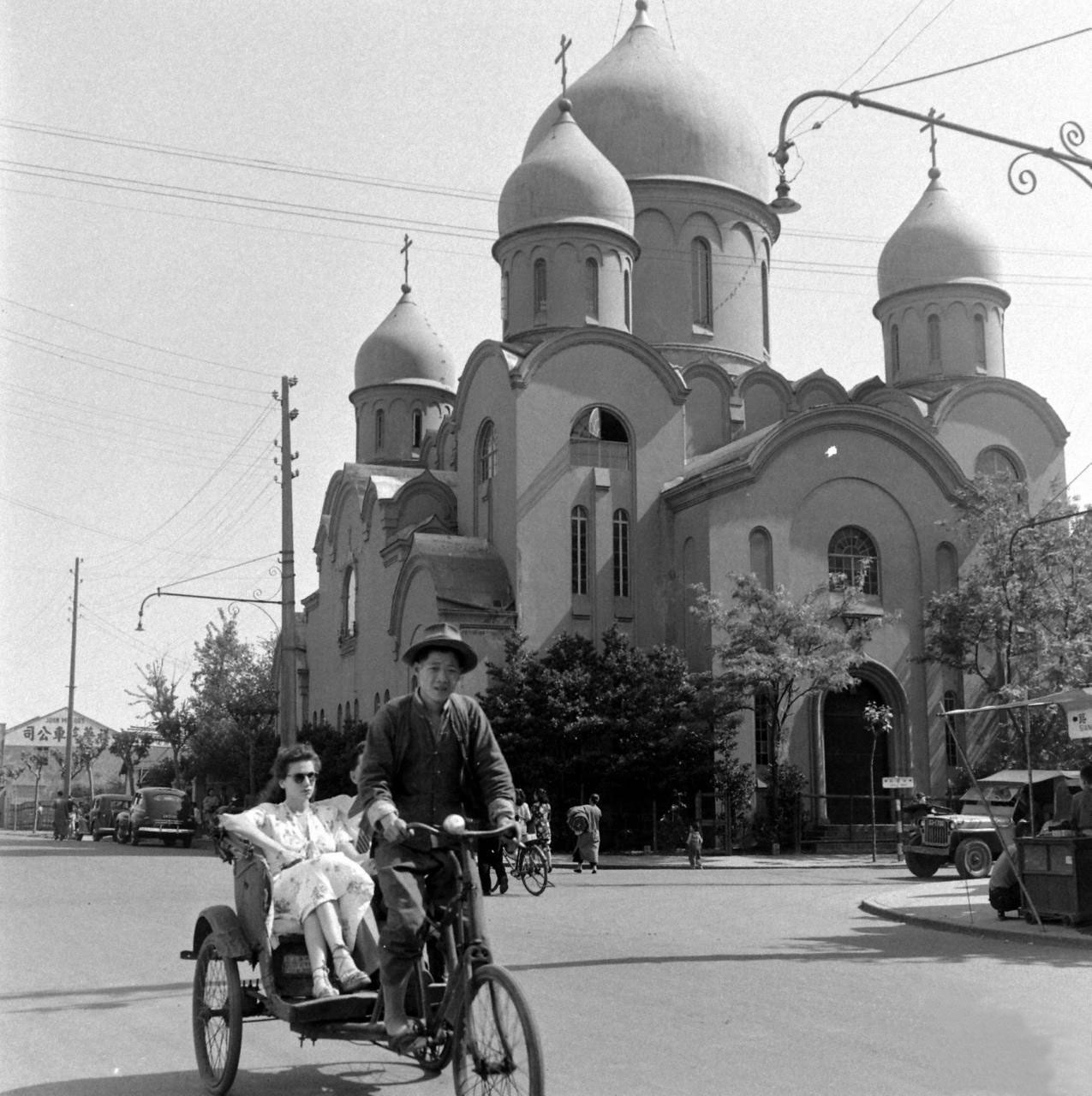
罪人之保障圣母主教座堂

1917年俄国十月革命后，在远东地区，白俄军队得到日本的帮助，坚持抵抗布尔什维克，直到1922年秋天失败，俄国内战结束。奥斯卡·斯塔尔克将军率领一支拥有30艘军舰的庞大舰队，将近2000难民逃离海参崴，经过朝鲜元山，于12月5日驶进吴淞口。虽然到1923年1月舰队撤往菲律宾，但是有1200名难民获准登岸，此后又有大批白俄难民逃入中国境内，大部分经过陆路进入已经俄国侨民聚居的哈尔滨，但是也有总数达7000名的俄国难民经过海路陆续逃亡抵沪，其中不乏贵族、将军。他们大多数来自俄国的远东地区。1931年，日本占领东北后，大批哈尔滨白俄日益陷入窘境，由于距离和经济原因，他们无法前往巴黎和柏林的俄国社区，而上海的经济发展远远优于哈尔滨，作为自由港又无需签证或工作许可证（第二次世界大战期间大批犹太人也由于同样的原因前往上海避难），于是纷纷从哈尔滨转移到上海。到1930年代，上海俄侨总数为1.5万到2万人。1934年，法租界有俄侨8260人。（公共租界1935年有俄侨3017人）。使上海成为除哈尔滨以外一个重要的俄国人聚居地。
虽然上海租界是一个相对自由与安全的地方，但是那里的生存条件还是与白俄难民最初的设想相差甚远。首先，由于苏俄政府在1921年废除了所有政治流亡者的公民身份，他们全都是无国籍者，他们中大部分人所持有的唯一旅行证件，只有国际联盟签发的南森护照。与在华的其他外国人不同，他们不享有中外条约赋予的治外法权的特权。而且，由于他们不具备在上海这个国际城市谋生的最基本的技能——掌握英语，无法在外资企业中得到像样的职位；由于不通汉语，又不善于从事体力劳动，也无法同中国苦力竞争。有许多俄国难民就依靠妻子或女儿当舞女来维持全家的生计。1935年，国际联盟还发现在上海，16岁到45岁之间的俄国妇女中，有22%从事卖淫业。其他人，包括男性和女性，则从事犯罪活动。1929年，上海公共租界巡捕房估计有多达85%的上海外国罪犯都是俄国人。
正是因为俄国妇女投身于娱乐业、舞蹈等，当时的城市指南中经常强调上海这座城市的异国情调。许多人寻求成为軍閥、富商、其他外侨的妻子或情妇，詹姆士·艾佛利导演的电影《伯爵夫人》就描绘了这种处境。
但是还是有一些白俄终于找到了正当职业，例如教授音乐或法语。其它人找到了鞋匠、售货员或理发师的工作。虽然地位较低，经历了许多困难，上海的俄国社区不仅维持了强大的凝聚力，而且确实开始在经济上和文化上走向繁荣。到1930年代中叶，他们在上海创办了2所俄国学校，以及各种各样的文化和体育俱乐部。上海还拥有《上海柴拉报》（1936年发行量达6000份，在外文报纸中仅次于《字林西报》和《大美晚报》，与《上海泰晤士报》并列第三）、《斯罗沃报》（1936年发行量达5000份）等俄语报纸和俄语广播电台。当然，俄国东正教也构成上海俄侨生活的一个重要部分。1930年代，他们在法租界还修建了2座美丽的东正教堂：圣母大堂和圣尼古拉斯堂，建筑物都保留至今。前者还是东正教上海教区的主教座堂，位于亨利路（新乐路）和劳而东路（襄阳北路）路口西南转角，紧邻今日的襄阳公园。后者位于高乃依路（皋兰路），现在是一个饭店。
白俄在上海虹口提篮桥一带站稳脚跟后，都设法移居到法租界居住。1920年，法租界仅有210名俄侨，1934年，增至8260人。他们多数居住在法租界中部吕班路、环龙路、金神父路一带，在霞飞路中段，所谓的小俄罗斯区域，开设服装店、面包房、咖啡馆，使得霞飞路成为上海最浪漫的一条商业街。
白俄移民中有不少音乐家、舞蹈家和画家。在他们的带动下，歌剧、芭蕾舞在上海盛极一时。公共租界工部局和法租界公董局的乐队成员大部分都是俄国人。1934年，工部局交响乐队的45名队员中，有24名为俄国侨民。还有不少俄侨音乐家任教于中国的最高音乐学府——国立上海音乐专科学校。如旅居上海的著名钢琴家鮑里斯·查哈羅夫於1929年經工部局樂隊首席小提琴富華（後為国立上海音乐专科学校老師）推薦由校長萧友梅聘請擔任钢琴科主任，月薪400元（普通教授約为200元）。其他如大提琴科主任舍夫佐夫（Igor Shevtsov）以及并不属于白俄的声乐科教授苏石林（Vladimir Shushlin）等等培养了一批出色的中国音乐家。
上海白俄渡过了日本占领的艰难时期，但是在1949年中华人民共和国成立后，上海白俄不得不陆续迁出，經由菲律賓前往美國或澳大利亞等地。赫鲁晓夫上台后，1954、1955年又有大批上海白俄被当做侨民遣返回苏联。上海的俄国建筑也没能逃脱文化大革命的破坏。1966年，毕勋路口为纪念诗人去世一百周年而建的普希金像被红卫兵打得粉碎，1987年，普希金像得到重建，是中国极为罕见的外国作家纪念物。目前上海白俄及后裔分布于俄国、美国及南美国家。

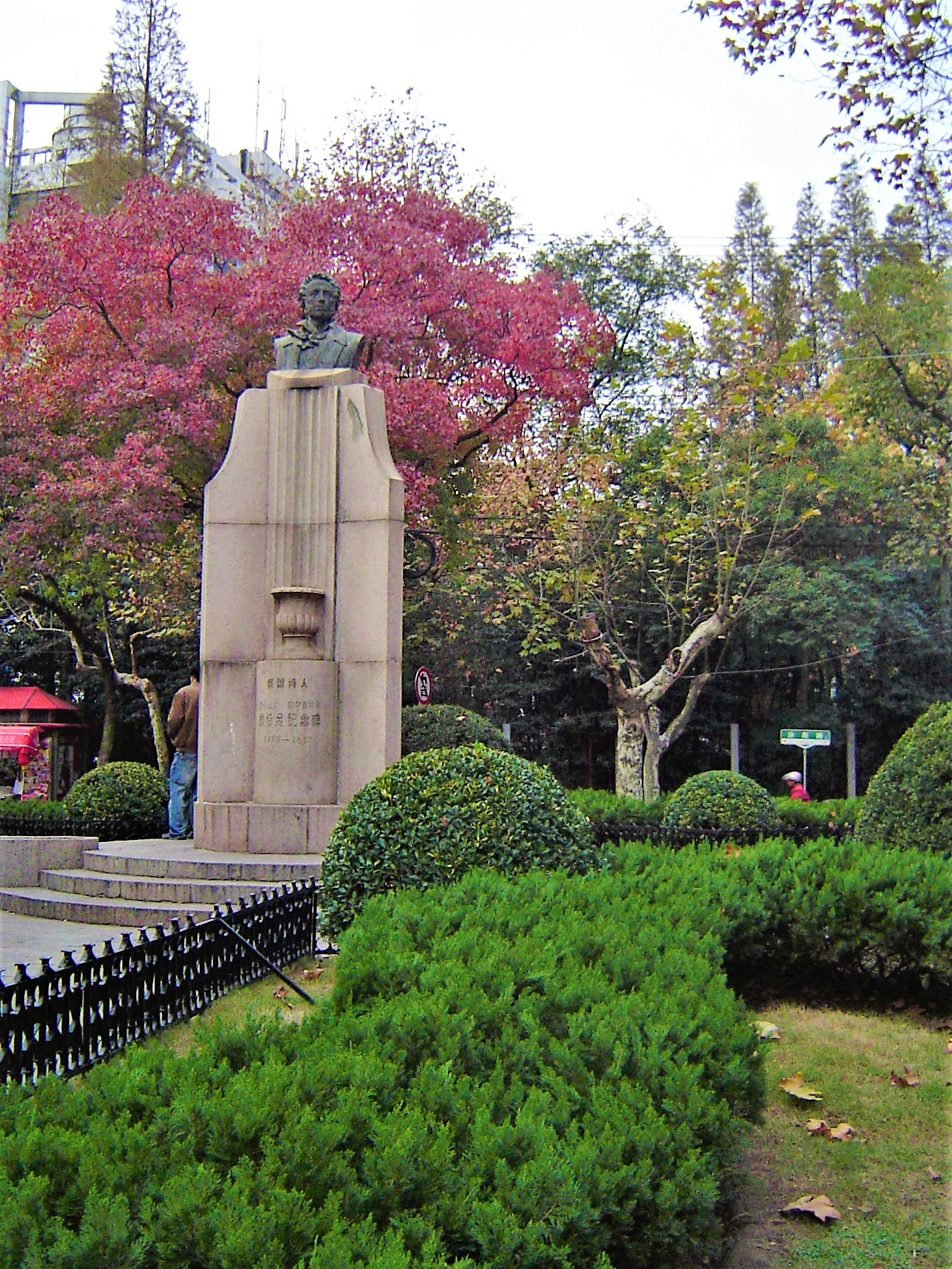
毕勋路(今汾阳路)口的普希金半身铜像

## 文化影响
- 东欧及中欧的浓菜汤——罗宋汤这一时期被广泛传入上海，这一名称据说是来自Russian soup的中文音译（罗宋 = Russian，源自早年上海的洋泾滨英语）。
- 上海话火腿店，暗指白俄的妓院。这些酒吧妓院在英语世界中被称作ham shop，暗指有“大腿出售”，被上海人意译成为“火腿店”。